# 숭모사 (금산군)
숭모사는 대한민국 충청남도 금산군 남일면 마장길 158에 있는 사당이다. 1992년 10월 28일 금산군의 향토유적 제6호로 지정되었다.

## 개요
남일면 마장리에 자리 잡고 있는 숭모사와 삼세충의(三世忠義)비는 고려말 조선초(高麗末朝鮮初)에 불사이군(不事二君)의 충절을 지켜 태종의 간곡한 부름에도 응하지 않고 세상에서 은둔한 도소재 박힐(逃召齋朴詰)과 세조의 탈권에 항거하고 단종의 복위를 꾀하다가 이루지 못하고 은둔자정한 의율재 박인(擬栗齎朴麟) 및 그 아들 임희당 박희권(臨淮堂朴希權)의 3세에 걸친 세분의 충신을 모신 사당이다.